# Heimkehr (1941)
Heimkehr ist ein deutscher anti-polnischer Propagandafilm von Gustav Ucicky aus dem Jahr 1941.

## Handlung
In der Woiwodschaft Luzk wird die wolhyniendeutsche Minderheit von der polnischen Mehrheit drangsaliert. Der Arzt Dr. Thomas hat für notwendige Operationen kein Krankenhaus zur Verfügung. Seine Tochter Marie unterrichtet an der deutschen Schule und muss mit ansehen, wie diese Schule vom polnischen Staat enteignet und von aufgebrachten Volksmassen demoliert wird. Sie bringt ihren Protest, bei dem sie sich auf den verfassungsmäßig garantierten Minderheitenschutz beruft, beim Bürgermeister vor, findet jedoch kein Gehör. Gemeinsam mit ihrem Verlobten, Dr. Fritz Mutius, fährt sie in die Hauptstadt, um ihr Anliegen dem Woiwoden vorzutragen, wird dort aber gar nicht erst empfangen. Die Verlobten beschließen, den Aufenthalt in der Hauptstadt zu nutzen, um am nächsten Tag beim Gericht vorzusprechen, gehen abends jedoch zunächst ins Kino. Begleitet werden sie dabei von ihrem Freund Karl Michalek, der von der polnischen Armee zwangsrekrutiert wurde. Da sie sich weigern, im Vorführraum die polnische Nationalhymne mitzusingen, beginnt der Mob, auf sie einzuschlagen; Fritz wird schwer verletzt. Nachdem er im Krankenhaus abgewiesen wird, stirbt er.
Die Gewalttätigkeiten gegen die deutsche Minderheit nehmen weiter zu; auch Maries Vater wird Opfer eines Anschlags, bei dem er erblindet. Als die Deutschen sich heimlich in einer Scheune versammeln, um Hitlers Rede vor dem Reichstag am 1. September 1939 zu hören, werden sie verhaftet und ins Gefängnis gebracht. Sie werden von der Wachmannschaft misshandelt und schließlich in einen unter Wasser gesetzten Keller getrieben, in dem sie knapp einem Massaker entgehen. In letzter Sekunde werden sie von den einmarschierenden deutschen Soldaten gerettet.
Die Deutschen bereiten ihre Umsiedlung in die „Heimat“ vor. Jetzt gilt es nur noch kleine Probleme zu lösen, so z. B., dass der verwitwete Gastwirt Launhardt sich nicht traut, um die Hand der sozial vermeintlich höherstehenden Marie anzuhalten. Da diese bei seinen Söhnen jedoch bereits als Ersatzmutter eingesprungen ist, lassen sich die Missverständnisse leicht ausräumen.
Am Ende des Films passiert die Wagenkolonne der Wolhyniendeutschen die Grenze zum Deutschen Reich. Die Schlusseinstellung zeigt ein an der Grenzstation aufgestelltes riesiges Bild Hitlers, begleitet mit den letzten Takten des Deutschlandliedes.

## Geschichtlicher Kontext
Im geheimen Zusatzprotokoll des deutsch-sowjetischen Nichtangriffspaktes, das die geplante Aufteilung Polens regelte, war auch die Umsiedlung von rund 60.000 Wolhyniendeutschen vorgesehen, deren Siedlungsgebiet der Sowjetunion zugeschlagen wurde. Diese Umsiedlung erfolgte kurz vor Weihnachten 1939. Die Wolhyniendeutschen auf polnischem Gebiet wurden in den Warthegau umgesiedelt, wo künftig keine Polen oder Juden mehr leben sollten.
Die Aufführung des Filmes (siehe unten) fiel in die für die deutsche Seite erfolgreich verlaufende Anfangsphase des Feldzuges gegen die Sowjetunion. Der Film propagierte in diesem Kontext ein offizielles deutsches Kriegsziel, nämlich die „Befreiung“ aller Volksdeutschen in einem großdeutschen Reich, was einige Jahre zuvor beim Überfall auf Polen bereits zum Teil erreicht worden sei. Erwin Leiser stellt zudem fest, dass der Film „Taktik und Terror des Nationalsozialismus“ brandmarke, „allerdings als polnische Provokation und polnische Brutalität“, wofür Leiser paradigmatisch u. a. die Szenen Militärparade, Zwang zum Mitsingen eines Liedes, Überfälle auf Deutsche (durch „Polen als feige und böse Untermenschen“, wobei einem Mädchen triumphierend das Hakenkreuz vom Hals gerissen und es gesteinigt wird) sowie die drohende Todesstrafe für das heimliche Rundfunkhören von Hitler-Reden durch Deutsche dienten.

## Produktion und Rezeption

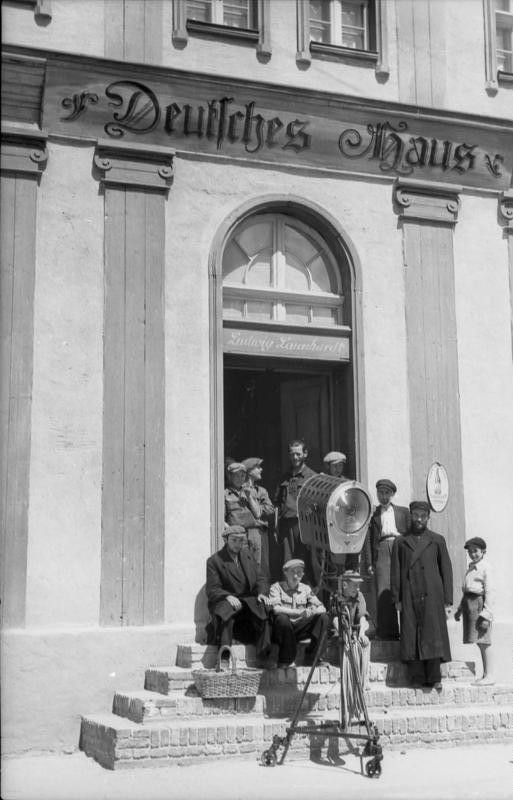
Dreharbeiten zum Film in Polen, Aufnahme einer Propagandakompanie, 1941

Die Bilder des Malers Otto Engelhardt-Kyffhäuser, der im Januar 1940 auf Heinrich Himmlers Wunsch einen Treck von Umsiedlern aus Wolhynien in den Warthegau begleitet und in zahlreichen Skizzen und Zeichnungen festgehalten hatte, dienten als Vorlage für den Film, dessen Entstehung er wiederum dokumentierte.
Die Innenaufnahmen für den Film entstanden vom 2. Januar bis Mitte Juli 1941 in den Wiener Ateliers Rosenhügel, Sievering und Schönbrunn. Die Außenaufnahmen fanden zwischen Februar und Juni 1941 u. a. in Chorzellen und Ortelsburg (Ostpreußen) statt. Dabei mussten auch polnische und jüdische Darsteller mitwirken, die von dem polnischen Schauspieler Igo Sym rekrutiert wurden. Sym wurde am 7. März 1941 noch während der Dreharbeiten von der polnischen Widerstandsbewegung ermordet. Die Rolle des jüdischen Kaufmanns Salomonssohn musste mit Eugen Preiß ein „Nichtarier“ spielen. Er nahm die Rolle aus Angst vor einer Deportation an. Insgesamt kostete Heimkehr 3,7 Millionen Reichsmark.
Bei der Zensurvorlage in der Filmprüfstelle am 26. August 1941 wurde der Film als jugendfrei eingestuft und erhielt das Höchstprädikat „staatspolitisch und künstlerisch besonders wertvoll“. Es folgten die Prädikate „volksbildend“ und „jugendwert“ am 10. Oktober und „Film der Nation“ am 30. Oktober 1941. Den Verleih übernahm der UfA-Verleih.
Die Uraufführung fand am 31. August 1941 im Cinema San Marco in Venedig statt. Im Rahmen der Filmkunstwochen Venedig errang der Film den Pokal des italienischen Ministeriums für Volkskultur. Die deutsche Erstaufführung folgte am 10. Oktober 1941 im Wiener Scala-Kino. Im Foyer stand eine blumenumrankte Hitlerbüste, und Reichsstatthalter Baldur von Schirach war anwesend. Am Ende der mehrfach von Beifall unterbrochenen Vorführung zeigten sich die Mitwirkenden Paula Wessely, Ruth Hellberg, Gerhild Weber, Carl Raddatz, Werner Fuetterer, Gustav Ucicky und Gerhard Menzel dem applaudierenden Publikum.
Die Erstaufführung in Berlin fand am 23. Oktober 1941 gleichzeitig im Ufa-Palast am Zoo und im Ufa-Theater Wagnitzstraße statt. Propagandaminister Joseph Goebbels schrieb am 20. August 1944 in sein Tagebuch, die Kerkerszene mit Paula Wessely sei „das Beste, was je im Film gedreht worden ist“. Mit einem Einspielergebnis von 4,9 Millionen Reichsmark erfüllte Heimkehr jedoch nicht die Erwartungen.
Nach dem Ende des Zweiten Weltkrieges stellte das Oberkommando der Alliierten die Aufführung von Heimkehr unter Verbot. Der FSK wurde der Film nicht vorgelegt; eine öffentliche Wiederaufführung unterblieb. Die Auswertungsrechte werden von der Münchner Taurus-Film GmbH wahrgenommen.
Der Regisseur Ucicky erhielt nach Kriegsende wegen seiner Regietätigkeit bei „Heimkehr“ sowohl für Deutschland als auch für Österreich Arbeitsverbot, das für Österreich im Juli 1947 aufgehoben wurde. Auch Paula Wessely erhielt für ihre Mitwirkung ein Auftrittsverbot.
Die Schriftstellerin Elfriede Jelinek meint, Heimkehr sei „der schlimmste Propagandaspielfilm der Nazis überhaupt“, und hat in ihrem Theaterstück Burgtheater Teile des Filmdialogs verarbeitet.